# Fecskés könyvek
Fecskés könyvek a borítólap rajzáról elnevezett könyvsorozat az aradi Kölcsey Egyesület kiadásában 1943-44-ben. Szerkesztette Blédy Géza. Mikszáth Kálmán, Móricz Zsigmond, Gárdonyi Géza és Tömörkény István egy-egy kötete mellett, amelyekhez sorrendben Puhala Sándor, Olosz Lajos, Blédy Géza és Berthe Nándor írt előszót, itt jelent meg Szemlér Ferenc Hazajáró lélek c. munkája Kakassy Endre előszavával.